# Écotope
L'écotope est la seconde plus petite unité écologique après l'écoélément, sa taille peut varier de 0,25 (2500 m²)à 1,5 hectare (15000 m²).
Noté ETO, il est caractérisé par son hydrologie de surface, son sol, sa faune et sa flore.
En termes d'échelle, il s'agit de la combinaison entre une niche écologique et son habitat.